# Žiga Attems-Petzensteinski
Žiga Karl Anton Mihael Attems-Petzensteinski, cesarski grof, tudi Žiga Attems-Petzensteinski, tudi Žiga Attems (* 18. junij 1708 ; † 19. marec 1758 ali 19. maj 1758 v Gorici je bil avstrijski zgodovinar in deželni upravitelj.

## Življenje

### Družina
Žiga Attems je bil najstarejši sin cesarskega grofa Janeza Franca Attemsa (* 2. julij 1665; † 9. februar 1721), barona Petzensteinskega, tajnega svetnika, komornika in regenta Goriške grofije, in njegove žene Elizabete, hčere grofa Ludvika Coroninija Kronberškega. Imel je osem bratov in sester, med njimi kasnejšega goriškega nadškofa Karla Mihaela Attemsa (* 4. julij 1711 v Gorici; † 28. februar 1774 v istem kraju).
Poročil se je 16. februarja 1740 v Gorici z Marijo Jožefo (* 16. oktober 1721; † 9. februar 1784) , hčerko generala konjenice grofa Friderika Lanthierija. V zakonu se jima je rodilo dvanajst otrok.
Žiga Attems je v Gorici nadaljeval gradnjo mestne rezidence Palače Attems-Petzensteinskih, ki jo je začel njegov oče. Stavba se zdaj uporablja kot pinakoteka.
Dal je zgraditi več vil, med drugim v Giasbani in v Podgori pri Gorici, na desnem bregu Soče, kjer je imel veliko posest. Vila v Podgori je bila porušena v prvi svetovni vojni.

### Kariera
Žiga Attems se je najprej šolal pri zasebnih učiteljih doma, preden je odšel na  jezuitski kolegij v Gorici. Po očetovi smrti se je mati z družino preselila v Modeno, on pa je obiskoval inštitucijo, ki jo je sponzoriral vojvoda Rinaldo d'Este, kjer so se izobraževali mladi plemiči iz Furlanije in Trsta. Med šolanjem v Modeni se je spoprijateljil z Ludvikom  Antoniom Muratorijem. 
Leta 1727 je odšel na Univerzo v Salzburgu in študiral pravo. Po končanem študiju je opravil študijsko potovanje po Italijo, ki je trajalo od oktobra 1730 do avgusta 1731.
Leta 1740 je bil imenovan za namestnika goriške grofije.
Od 1741 do 1747 je bil goriški regent, Goriški grofiji pa je vladal deželni glavar grof Wenzel Karl Purgstall (* 1681).
Po reformah Friderika Viljema von Haugwitza je bil leta 1748 imenovan za predstavnika sodstva v uradu goriškega glavarja.
Leta 1744 mu je s finančno podporo Agostina Codellija uspelo poplačati dolgove, ki so se nakopičili deželnim stanovom pri plačevanju vojnih kontribucij v državno blagajno. Kasneje je podpiral povzdignjenje Agostina Codellija v plemiški stan.
Od leta 1746 je bil cesarski komornik, od leta 1748 do 1753 pa je prevzel funkcijo predsednika novonastalega deželnega sodišča. Imenovan je bil na novoustanovljeno prizivnem sodišču v Ljubljani, a je moral že po štirih tednih iz zdravstvenih razlogov odstopiti s funkcije. 
Cesar Franc I. ga je 29. avgusta 1751 imenoval za tajnega svetnika; Leta 1751 je bil imenovan v državni svet.
Leta 1756 je slikarju Giambettinu Cignaroliju naročil oltarno sliko za cerkev svetega Frančiška v Gorici, kjer so bili pokopani družinski člani.
Dokončal je kroniko Dokumenti o družinski zgodovini Attemsov v petih zvezkih, ki jo je začel njegov ded Žiga Herman Attems (* 13. junij 1625; † 14. maj 1707) iz Gradca in nadaljeval njegov oče. Dopisoval si je tudi z numizmatikom in zgodovinarjem Erasmusom Fröhlichom, ki je dokumente uporabljal tudi za svoje študije.
Žiga Attems se je ukvarjal tudi z zgodovino svoje domovine in je ob smrti zapustil več rokopisov, vključno s Drugim zvezkom Rerum Goritiensium sub Comitibus; Rerum Goritiensium sub archiduchibus; Rerum Forojuliensium Tomi duo in Notitia familiarum Nobilium et Civium Goritiensium ; Rerum ad Patriarchatum Aquileia in Archiepiscopatus Goritiensem spectantibus .

## Akademsko združenje
Leta 1744 je Žiga Attems ustanovil akademsko združenje Accademia dei Filomeleti, ki je v prvem letu vključevalo trinajst učenjakov, med njimi Gian Gasparo Lantieri , Antonio del Mestri, Giovanni Battista Bosizio, Giuseppe Zanchi, Alfons von Attem, Fabio Antonini, Daniele Florio, Anton Lazzaro Moro, Dome nico Ongaro, Giambattista Cossio, Pietro Matastasio, Francesco Ongaro in Orazio Bianchi. Ko je združenje leta 1747 razpadlo, je imelo dvaintrideset akademskih članov.

## Priznanja in nagrade
V Gorici so po Žigi Attemsu poimenovali ulico Via Sigismondo Attems .

## Spletne povezave
- Sigmund von Attems . V: Dizionario Biografico dei Friulani .